# Karatay (district)
Karatay is een Turks district in de provincie Konya en telt 248.826 inwoners (2007). Het district heeft een oppervlakte van 2612,2 km². Hoofdplaats is Karatay.
De bevolkingsontwikkeling van het district is weergegeven in onderstaande tabel.
| 1997    | 2000    | 2007    |
| ------- | ------- | ------- |
| 173.319 | 214.589 | 248.826 |